# 球磨川鐵道
球磨川鐵道股份有限公司（日语：／ Kumagawa Tetsudō */?），簡稱球磨川鐵道，是一家日本熊本縣的鐵路公司，是由人吉市在內的幾個沿線地方自治體投資成立的第三部門公司，以便承接日本國鐵特定地方交通線湯前線的後續營運。公司總部位於熊本縣人吉市中青井町265番地。

## 沿革
- 1989年4月26日 - 設立。
- 1989年10月1日 - 第三部門化九州旅客鐵道（JR九州）的湯前線，球磨川鐵道湯前線開業。
- 2008年9月13日 - 公佈實行出售正在營運的全部14個車站命名權的計劃[1]。

## 路線
| 中文線名 | 日文線名 | 起點     | 終點 | 距離（公里） |
| -------- | -------- | -------- | ---- | ------------ |
| 湯前線   |          | 人吉溫泉 | 湯前 | 24.8         |

## 車輛
- KT-100型（KT-101～104） - 無Semi-cross seat[2]與洗手間
- KT-200型（KT-201～203） - 含縱向座位與洗手間
- KT-31型（KT-311） - 前JR九州KIHA31 20，於2004年被轉讓至球磨川鐵道（直至2006年為止）

## 外部連結
- 球磨川鐵道官方網頁 （页面存档备份，存于）